# Diecezja Masaka
Diecezja Masaka – diecezja rzymskokatolicka w Ugandzie. Powstała w 1939 jako wikariat apostolski. Diecezja od 1953.

## Biskupi diecezjalni
- Wikariusze apostolscy 
  - Abp Joseph Kiwánuka, M. Afr. (1939 – 1953)
- Biskupi
  - Bp Joseph Kiwánuka, M. Afr. (1953 – 1960)
  - Bp Adrian Kivumbi Ddungu (1961 – 1998)
  - Bp John Baptist Kaggwa (1998 – 2019)
  - Bp Serverus Jjumba (od 2019)